# Кильчень (Новомосковский район)
Кильчень (укр. Кільчень) — посёлок,
Голубовский сельский совет,
Новомосковский район,
Днепропетровская область,
Украина.
Код КОАТУУ — 1223282004. Население по переписи 2001 года составляло 397 человек .

## Географическое положение
Посёлок Кильчень находится у истоков реки Ягодная,
на расстоянии в 1 км от села Голубовка.
Рядом проходит железная дорога, станция Кильчень.

## История
- Посёлок Кильчень начал активно строится в 50-х годах XX века после появления одноимённой железнодорожной станции на линии Новомосковск — Красноград.